# Observatoire de l'immigration et de la démographie
Pour les articles homonymes, voir OID (homonymie).
Pour un article plus général, voir Statistiques sur l'immigration en France.
Ne doit pas être confondu avec Observatoire des statistiques de l'immigration et de l'intégration.
L'Observatoire de l'immigration et de la démographie (OID) est une association loi 1901 créée en 2020 et un think tank français dirigé par Nicolas Pouvreau-Monti. Très présent dans les médias, l'observatoire est parfois présenté comme une source neutre et objective de statistiques publiques sur l'immigration. L'organisme affiche cependant ouvertement ses positions en faveur d'une diminution de l’immigration et d'une augmentation de la natalité, des idées qui résonnent fortement à droite et à l'extrême droite. Ses analyses sont souvent reprises dans le débat public et dans les travaux de la droite parlementaire, mais leurs méthodologies ont été fortement critiquées.

## Histoire
Le think tank est créé en 2020 par six hauts fonctionnaires et entrepreneurs,. Ces « trentenaires passionnés de démographie », parmi lesquels Maxime Hemery-Aymar et Nicolas Pouvreau-Monti, se lient d'amitié pendant leurs études en se croisant à Polytechnique, Sciences Po, l'Essec, et dans l'association souverainiste Critique de la raison européenne. Cette association est aussi fréquentée par Alexandre Loubet, qui rejoindra plus tard le RN, et Sarah Knafo, qui rejoindra plus tard Reconquête,.
Le 19 octobre 2023, l'Observatoire participe comme intervenant au colloque la « France de 2050 » organisé par le ministère de l'Intérieur, dont le ministre Gérald Darmanin enverra ensuite une lettre de remerciement à l'OID,.
Fin 2023, Le Point indique que les publications de l'Observatoire servent de « boîte à outils » à un nombre croissant de parlementaires français, principalement de droite. Les travaux de l'Observatoire sont notamment utilisés lors des débats concernant la loi immigration. À cette occasion, l'Observatoire est notamment cité par Bruno Retailleau, président du groupe Les Républicains au Sénat, qui estime que l'OID fait un « travail sérieux » ; les rapporteurs du Rassemblement national, Edwige Diaz et Yoann Gillet, auraient « échangé avec l'Observatoire pour peaufiner leurs exposés des motifs et amendements ». Charlie Hebdo note aussi qu'Edwige Diaz, Christelle d’Intorni et Alexandre Loubet travaillent régulièrement avec Nicolas Pouvreau-Monti. Selon Le Point, certains chiffres de l'Observatoire auraient été cités par Jean-Pierre Chevènement lors d'une interview dans le JDD.
En 2024, Nicolas Pouvreau-Monti travaille encore « dans le conseil en stratégie » pour le ministère de l’Intérieur. Il fait un « premier passage média » dans Le Point en novembre 2023, et un mois plus tard à la télévision, au moment du débat sur la loi Darmanin. En 2024, Arrêt sur Images indique, tout en s'en étonnant, que Nicolas Pouvreau-Monti est devenu l'un des intervenants préférés des médias sur le sujet de l'immigration, et le décrit comme étant « invité de toutes parts ». Arrêt sur images indique avoir sollicité Public Sénat, qui avait invité le directeur de l'OID à un débat. La chaîne explique que Nicolas Pouvreau-Monti avait été « identifié comme interlocuteur défendant une lecture critique des politiques migratoires, venant contrebalancer l’expression des autres points de vue exprimés sur le plateau ».
En 2024, selon le magazine Paris Match, l'organisation aurait acquis une influence notable dans les milieux politiques de droite et du centre. Il influence les députés lors des débats parlementaires liés au projet de loi « Asile et immigration », et publie des chiffres concernant l’augmentation du solde migratoire, les conséquences de l’accord franco-algérien de 1968 et l’hypothèse de la suppression de l’aide médicale d’État. Il « enchante » le directeur général de l’Office français de l’immigration et de l’intégration, Didier Leschi.
La même année, l'OID donne une conférence dans la salle René Monory du Palais du Luxembourg avec l'intervention d'un ancien ambassadeur de France, Xavier Driencourt, l'ancien ministre de l’immigration grecque, Dimitris Kairidis, le directeur de l’Office français de l’immigration et de l’intégration (Ofii), Didier Leschi et le fondateur de l’OID, Nicolas Pouvreau-Monti.
En 2025, Judith Waintraub écrit dans Le Figaro Magazine que L’OID « est devenu une référence en matière de données statistiques dans un domaine où l’opacité était entretenue à dessein ».

## Organisation et financement

### Fondateurs et équipe
Nicolas Pouvreau-Monti et Maxime Hemery-Aymar font partie des six cofondateurs du think tank. En 2024, le « conseil d'orientation scientifique » est composé de l’avocat Thibault de Montbrial, de l'ancien préfet Michel Aubouin, de l’ancien recteur de l’académie de Nice et démographe Gérard-François Dumont, de l’ex-directeur de la DGSE Pierre Brochand et de l’ancien ambassadeur français à Alger Xavier Driencourt,.
Paris Match mentionne la professionnalisation de la structure en indiquant en janvier 2024 que l'Observatoire se compose d’une équipe à plein temps de quatre personnes. En octobre 2024, Arrêt sur images indique qu'« ils sont deux à temps plein ».

### Financements
À sa création, l'observatoire est financé par ses fondateurs et se présente comme une « structure d'étude et d'information ». Avant 2021, l'organisation publie peu et ne communique pas sur l'identité de ses membres. Dans les trois années suivantes, l'Observatoire publie sur son site internet une cinquantaine de notes, dont certains éléments sont, d'après Le Point, « largement repris dans le débat public ».
À partir de 2023, l'Observatoire bénéficie du soutien de « mécènes privés jalousement gardés secrets », selon Le Point. Périclès, plan de financement et laboratoire d'idées de Pierre-Édouard Stérin, dont l'objectif est de pousser les idées conservatrices et nationalistes, finance le développement de l'Observatoire de l'immigration et de la démographie, depuis 2023.

## Positionnement
Selon son fondateur, l'OID a pour mission de « nourrir le débat grâce à des données vérifiables mais, aussi, proposer des solutions pour reprendre le contrôle de notre politique migratoire ». Aussi, le site de l'OID affiche qu'il souhaite diminuer l’immigration et augmenter la natalité.
L'OID a pour directeur des études l'ancien collaborateur d'élu Les Républicains Grégoire Daubigny. Par ailleurs, son conseil scientifique a pour membre Xavier Driencourt et Thibault de Montbrial (liés au média Frontières) et Pierre Brochand, ancien de la DGSE ouvertement anti-immigration,. Mediapart note aussi la contribution à l'OID de la démographe Michèle Tribalat dont il qualifie les positions d'« ultra-droitières et très controversées ». L'Observatoire des multinationales retrouve dans l'OID « l’influence des conservateurs nativistes américains, avec le même mépris pour la réalité des chiffres et la science ».
En novembre 2024, Politis relève que l'OID a organisé deux conférences au Parlement, dont l'une avec le Wilfried Martens Centre, think tank du Parti populaire européen, qui regroupe des partis européens de droite et du centre. L'autre a été lancée à l'initiative d'Éric Pauget, député de la Droite républicaine, et certains invités ont des liens avec l’extrême droite, comme les diplomates Pierre Brochand et Xavier Driencourt. Le média parle aussi de la présence de Fabrice Leggeri, mais celle-ci est contestée par l'OID dans le droit de réponse publié par Politis. Parmi ceux qui s'expriment se trouve également le haut fonctionnaire Didier Leschi et le chercheur démographe à l'université d'Oxford David Coleman. Hélène Thiollet, du CNRS, estime que les discours sont idéologiques et conservateurs, et que l'OID n'est « absolument pas une institution scientifique ».
Nicolas Pouvreau-Monti qualifie l'OID de « réaliste » et « d'apartisan », tout en reconnaissant l'existence d'un positionnement assumé. Il déclare : « Un think-tank par définition ça apporte des idées. Je ne sais pas qui peut prétendre à une objectivité absolue sur ces sujets. » L'Observatoire estime que la responsabilité des gouvernants français est de « rétablir une capacité de maîtrise politique des flux migratoires », et l'OID s'oppose à l'institut Convergences Migrations, qui, selon l'Observatoire, « voit dans l'accélération de l'immigration une fatalité inéluctable et en relativise le caractère inédit ». Selon Le Point, les fondateurs de l'Observatoire voulaient créer un organisme qui se positionne entre ceux pour qui l'immigration ne présente aucune difficulté et ceux pour qui elle est une catastrophe, un organisme qui soit rigoureux, non idéologue et politiquement indépendant, un peu comme le serait le Migration Watch UK (en).
Pour Alice Barbe, l'OID, financé par le milliardaire Pierre-Édouard Stérin dans le cadre de son projet Périclès pour pousser l'extrême droite et l'Union des droites, vise à amplifier des messages, avec une volonté de faire monter certains sujets dont l'immigration et l'islam, et est « très biaisé ». Pierre-Edouard Stérin est lui-même favorable au concept de « remigration ».[pertinence contestée]
Selon le quotidien L'Humanité, l'OID collaborerait « ponctuellement » avec l'« Institut des Français de l’étranger », un think tank financé par Périclès.
L'OID fait partie des membres fondateurs de l’International Network for Immigration Research et a signé sa charte,. Les autres membres fondateurs sont le Migration Research Institute hongrois du Mathias Corvinus Collegium (MCC), le Center for Immigration Studies, NumbersUSA (en), et l'Israeli Immigration Policy Center (he),. L'ONG Global Project Against Hate and Extremism décrit ces groupes comme anti-immigration. Dans un article sur l'OID, l'Observatoire des multinationales rappelle que le MCC forme l’élite pro-Viktor Orbán, l'organisation NumbersUSA a été critiquée pour avoir diffusé des données manipulées, et le Center for Immigration Studies, lié à John Tanton, avait soutenu la décision de Donald Trump de séparer les enfants de leurs parents en situation irrégulière. Il conclut que l’OID et ses homologues américains sont « unis par les mêmes biais et les mêmes failles méthodologiques dans leurs études, qui n’ont d’autre objectif que de s’opposer à l’immigration ».
En 2025, le ministre de droite Bruno Retailleau affirme que le travail de l'OID était « absolument essentiel » pour « décrire le réel » et aborder sereinement le débat sur l'immigration.
La même année, un rapport publié par l'OID analyse la « remarquable trajectoire d’intégration » sociale et économique de la diaspora d’Asie du Sud-Est, en s'appuyant sur les chiffres liés à l'immigration issus du Vietnam, du Cambodge et du Laos,.

## Caractéristiques
Selon Le Point et Paris Match, l'observatoire tire ses chiffres en croisant les données du ministère de l'Intérieur, de l'Office français de l'immigration et de l'intégration (Ofii), de l'OCDE et d'Eurostat,. D'après Le Point, ces chiffres sont « pour la plupart inédits ».
Le directeur de l'Observatoire estime que les chiffres que son think tank met à disposition sont difficilement accessibles, et, selon Le Point, cet avis est partagé par d'autres think tank, comme Fondapol. Dominique Reynié, directeur de Fondapol, a ainsi déclaré devant le Sénat en 2023 avoir « davantage d'informations statistiques sur la situation suédoise, danoise, britannique et même américaine que sur celle de notre propre pays ». Le Point estime que cela explique l'intérêt porté au travail de l'Observatoire par des « instances installées », notamment l'Ofii. Son directeur Didier Leschi déclare consulter les travaux de l'ODI, et il estime que l'Observatoire utilise des données qui existent déjà, mais qu'il les présente de manière différente à ce qui se fait habituellement,.
Selon Le Point, le travail de l'Observatoire a provoqué l'intérêt de plusieurs « experts de renom » concernant le sujet migratoire. La démographe de l'INED et contributrice du Figaro Vox, Michèle Tribalat estime que l'Observatoire est fait de « jeunes gens fort sympathiques » qui rendent accessible au public des données de l'Insee en les mettant « en perspective ». Aussi, l'OID serait partenaire de l'organisme,.

## Publications notables

### Détournement du rapport de France Stratégie en 2021
En août 2021, l'OID signe dans le magazine d'extrême droite Causeur un article reprenant une étude publiée un an auparavant par France Stratégie concernant la ségrégation résidentielle (la répartition plus ou moins inégale selon les quartiers des différentes catégories de population, selon plusieurs critères d’analyse : la catégorie socioprofessionnelle, le statut du logement, l’origine migratoire, etc.). Utilisant les cartes accompagnant l'étude de France Stratégie, l'article de l'OID en fait une interprétation, qui, selon Le Monde, comporte « plusieurs biais ». L'étude de France Stratégie montre en fait que hors agglomération parisienne, les Français sont aujourd’hui moins ségrégués qu’en 1990. Mais l'article de l'OID traite d'un autre sujet que la ségrégation : il entend démontrer la prétendue réalité d'un « basculement démographique historique »,,.
Le Monde indique que l'OID constate ce « basculement » à La Courneuve, et que l'OID cite d'autres quartiers à Rennes et Limoges, qui démontreraient selon lui également ce « phénomène » de « basculement ». Le Monde reproche à l'OID une « extrême focalisation sur certains départements », alors que la situation nationale est moins « sensationnelle ». La Croix indique également que les statistiques sont moins « spectaculaires » si on « élargit le spectre ». Le Monde précise que l'OID ne s'est pas basé sur l'étude de France Stratégie elle-même, mais sur l'outil de datavisualisation de France Stratégie, qui propose des cartes permettant « de suivre l’évolution, entre 1968 et 2017, de la composition sociodémographique des différents quartiers des 55 unités urbaines de plus de 100 000 habitants ». Le Monde reproche à l'OID d'avoir cité des chiffres qui ne tiennent pas compte du métissage, qui implique qu'un enfant comptabilisé par l'OID peut avoir l'un de ses deux parents qui est immigré et l'autre qui ne l'est pas.
L'article est largement relayé par l’extrême droite, qui utilise habituellement les projections démographiques pour s'opposer à l'immigration. Marine Le Pen estime ainsi que les cartes révèlent « l’installation exponentielle d’immigrés extra-européens » et  « doivent être connues et comprises par tous les Français », Louis Aliot déclare que le rapport de France Stratégie parle d'un « grand basculement » dans certains quartiers, et Éric Zemmour mentionne le rapport à plusieurs reprises à l'appui de sa théorie du grand remplacement. D'après Le Monde, l'article de l'OID est également mentionné « à droite », notamment par Valérie Boyer et Julien Aubert, et Eric Ciotti utilise le rapport de France Stratégie comme une preuve que « la population change ».

### Immigration et natalité
En 2023, dans Marianne, l'OID répond à une note de l'Institut Montaigne qui estime que seule une augmentation de l'immigration peut combler notre déclin démographique. L'OID regrette alors que la politique familiale de François Hollande a réduit d'un facteur cinq entre 2006 et 2022 le solde naturel de la France (la différence entre les naissances et les décès). Le journaliste de Regards Éric Lebourg note que le point de comparaison en 2006 (qui est l’année du plus haut solde naturel depuis 1973) a probablement été choisi pour obtenir la plus large variation possible sur la période considérée, et que François Hollande ne saurait être tenu responsable d'une quelconque évolution entre 2006 et l'année de son élection en 2012. L'OID omet aussi d'expliquer que la variation du solde naturel est due aux décès de la génération du baby-boom, alors que les naissances sont plutôt stables. Le journaliste souligne que le débat sur la loi Darmanin qui s'annonce « mérite mieux que ces petits procédés visant à présenter la situation de manière biaisée afin d’emporter plus facilement l’adhésion des citoyens ».

### Coût de l'immigration
En mars 2024, Nicolas Pouvreau-Monti évalue le coût annuel net de l’immigration à 40 milliards d’euros, ce qui laisse penser qu’une réduction du nombre d’immigrés présents en France permettrait de réduire significativement le déficit public. L'OID s'est fondé sur deux études, l'une de 2018 du CEPII, un centre de recherche lié au Premier ministre français, et l'autre de 2021 de l'OCDE. Les économistes auteurs de ces deux études et la Fondation Jean-Jaurès dénoncent une interprétation fallacieuse des données,. Notamment, il est reproché à l'OID une méthode non « valide scientifiquement », celle d'avoir appliqué des pourcentages des années précédentes au PIB de l’année la plus récente : ainsi, tirant de l'étude du CEPII une contribution de l'immigration au déficit de 1,64% du PIB en 2011, l'OID applique ce même taux au PIB de 2019. Ce dernier étant de 2 639 milliards d'euros, l'Observatoire parvient à un déficit annuel de 38,85 milliards d’euros,. Il est également reproché à l'Observatoire de confondre « étranger » et « personne née à l'étranger », une catégorie qui inclut des Français nés à l'étranger et des personnes nées dans l’Union européenne, et de prendre en compte dans le coût des immigrés des dépenses publiques qui ne dépendent pas de la taille de la population,.
L’OCDE a fait au contraire le calcul que la contribution budgétaire nette totale des immigrés varie selon les pays entre -1 % et +1 % du PIB,. Et pour la France, le CEPII a calculé qu'en 2022 l’impact budgétaire de l’immigration était proche de zéro, donc neutre. Selon la Fondation Jean-Jaurès, une fin de l’immigration entraînerait même une récession économique, notamment car certains secteurs comme le BTP ou la restauration seraient à l'arrêt sans travailleurs étrangers.
En 2025, une note de l’Observatoire dévoilée par Le Figaro estime que l’immigration aggrave les difficultés structurelles de l'économie française: si les immigrés avaient le même taux d'emploi que les natifs, le PIB français serait de 3,4% supérieur. Selon cette étude, le taux d’emploi des immigrés en France est très faible (62,4 % contre 69,5 % pour les natifs), et ils sont moins éduqués que le reste de la population, et seuls 86 % des coûts générés par l’immigration sont couverts par les recettes fiscales associées, créant un « déficit budgétaire de l’immigration »,. Selon 20 Minutes, cela est faux, car la méthodologie utilisée n'est pas celle standard et validée qu'utilisent tous les instituts reconnus. Les affirmations de l'OID vont à rebours de la conclusion de Terra-Nova selon laquelle l'impasse démographique française nécessite de recourir à l'immigration de travail, de celles du Centre d’études prospectives et d’informations internationales qui affirme que l’immigration n’a pas eu, récemment, d’impact significatif sur les finances publiques, de l’OCDE qui calcule que la contribution nette des immigrés est de + 1,02 % du PIB pour la France en 2018, et de France Stratégie qui estime l’effet de l’immigration sur les salaires et l’emploi des natifs  « faible ou neutre ». Selon 20 Minutes, le problème avec les chiffres de l'OID serait qu'il ne fait pas de distinctions entre les différentes populations (enfants de migrants, immigrés, Français nés à l'étranger, immigration récente ou ancienne), ne prend pas en considération les obstacles à l'intégration (barrière de la langue, diplômes mal reconnus), et n'évalue pas les effets positifs de l'immigration à long terme.

### Rapport sur le logement social en 2024
En avril 2024, l'OID et la Fondapol produisent un rapport d’une soixantaine de pages rédigé par Michel Aubouin, un ancien préfet proche du RN,, intitulé « Les étrangers extra-européens et le logement social en France ». Mediapart indique que le rapport est qualifié d'« édifiant » par Le Point qui l'a dévoilé en « exclusivité », et relayé « à l'envi » par les « médias conservateurs », notamment Le Figaro et CNews. Le Figaro décrit le rapport comme un travail « fouillé » et « efficace ». Et Charlotte d’Ornellas le résume sur le plateau de CNews en déclarant que les logements sociaux sont « financés par des Français qui n’en bénéficient pas ». Mediapart rapporte également que le document est « largement relayé » par le RN. Notamment, Marine Le Pen affirme dans un tweet que « le poids de l’immigration pèse très lourdement sur l’accès des Français au logement social ». Mediapart indique que l'extrême droite fait des HLM son « nouveau cheval de bataille ». Jordan Bardella explique en avril 2024 qu'il y aurait une « préférence étrangère » dans le logement social,, et, déjà en novembre 2023, le thème du logement social apparaissait dans la campagne pour les élections européennes du RN et de Zemmour.
D'après Le Figaro, le rapport démontre comment le système français des logements sociaux a été détourné de sa mission initiale, qui était d'offrir un logement provisoire aux plus démunis, en attendant qu'ils puissent accéder à la propriété. Et le rapport analyse le rôle de l'immigration dans cette situation. Le Figaro relève  notamment les éléments suivants. L'obligation d'un revenu minimal, afin de garantir le paiement des loyers, aurait écarté les plus démunis des HLM. Serait en cause également une faible rotation annuelle des locataires, inférieure à 7%, et une transmission du logement aux enfants. Les critères d'acceptation de dossier favoriseraient une catégorie de familles, celles monoparentales comportant de nombreux enfants, qui serait « assez éloignée » de la « famille française traditionnelle », et les immigrés seraient avantagés à l'accession aux HLM par rapport aux non-immigrés. Une population venant d'Afrique sahélienne, serait, à la seconde génération, encore plus présente en HLM que la première.
Mediapart décrit le rapport comme étant « truffé d’erreurs et de raccourcis », et le résume ainsi : les Français ne pourraient plus se loger en HLM en raison d'une surreprésentation des immigrés, et les « familles françaises » seraient donc, selon le rapport, « discriminées ». Mediapart indique qu'en fait, 80 % des locataires HLM sont des foyers dont le référent est français né en France. Sur les 20 % d’origine étrangère, beaucoup sont par ailleurs français. Le terme « immigré » n'est même pas utilisé par les bailleurs sociaux qui ne distinguent que les Français, les étrangers et les étrangers extra-communautaires. La directrice générale de la fédération des HLM estime que ce « document est de l’ordre du tract. (...) La question du logement est instrumentalisée à des fins politiques et idéologiques, (...) tous les sujets sont [ainsi vus sous le] prisme de la xénophobie ». La journaliste de Mediapart Lucie Delaporte relève que les critères d’attribution qui seraient prétendument favorables « aux étrangers extra-européens » ne sont pas décrits dans le rapport et n'existent pas : le logement social est attribué sur conditions de ressources, en aucun cas en fonction des origines, et la fédération des HLM indique que « les immigrés occupent des emplois en moyenne moins qualifiés et moins rémunérés ». Le rapport contredit les données de l'Insee en affirmant à tort qu'une raison de la surreprésentation des familles immigrées dans les logements sociaux serait que parmi les familles monoparentales, prioritaires, « beaucoup sont d’origine étrangère ».
Le consultant et essayiste macroniste Hakim El Karoui étrille le rapport dans L'Opinion, expliquant qu'il n'informe en fait que sur les a priori des auteurs, selon lesquels notamment un enfant d'immigrés extra-européens aurait nécessairement des intentions communautaristes et serait inintégrable. Les chiffres de l'Insee montrant que les immigrés et leurs enfants sont plus nombreux que « les Français » à vivre en HLM est par exemple interprété dans ce rapport comme une évidence que « l'habitat collectif est prisé par les uns (les immigrés), [et] rejeté par les autres (les Français) ». L'auteur du rapport explique aussi que « l'insécurité justifie la fermeture des services [public] essentiels à la population ». Finalement, selon Hakim El Karoui, le rapport démontre simplement que « l'extrême droite ne croit pas en la République et à ses valeurs et qu'elle ne connaît rien aux questions d'immigration ».[pertinence contestée]

### L'immigration dans les territoires
Dans le rapport « L'immigration dans les territoires », l'OID analyse des données de l'INSEE de 2006 à 2021. Il est relayé par le magazine Marianne qui, selon Arrêt sur Images, reprend les conclusions du rapport, sans les confronter à d'autres sources. Marianne indique que l'Observatoire a mis en parallèle dans cette étude les données concernant l'immigration avec celles de l'inactivité et non avec celles de l'insécurité « comme beaucoup le font ». D'après l'Observatoire, l'assimilation des migrants dans le marché du travail français est facilitée parce qu'ils acceptent des conditions de travail difficiles et des petits salaires dans des entreprises comme celles de l'agroalimentaire, mais l'OID estime que cette assimilation est freinée car les migrants en France seraient moins diplômés que dans les autres pays de l'OCDE. Pour Marianne, l'« élément fort » de l'étude de l'OID est d'avoir mis en lumière de nouvelles régions françaises concernées par l'immigration, comme la Bretagne, la Normandie ou les Pays de la Loire. Par exemple, dans les petites communes en Bretagne, la part de population immigrée aurait été multipliée par plus de six en quinze ans, une augmentation qui, selon l'Observatoire, doit cependant être considérée avec précaution, dans la mesure où des communes partent « d'un niveau très bas ».

## Critiques
En 2024, Charlie Hebdo cite Patrick Simon, chercheur spécialiste de l’immigration à l’Ined qui affirme que si, dans ses notes et tribunes, Nicolas Pouvreau-Monti est rigoureux et que chaque chiffre est issu de sources fiables, ces chiffres sont cependant exagérés ou interprétés pour dire le contraire de ce qu'ils signifient. Aussi, les comparaisons par décennies seraient employées pour rendre plus impressionnants les chiffres.
Arrêt sur images indique que l'OID est présenté comme une source neutre « dans les médias », alors que « cet organisme 0% scientifique se révèle pourtant avoir un agenda clairement anti-immigration ». Le media explique que si l'Observatoire publie des chiffres « justes », tirés de l'INSEE, ils ne sont « jamais recontextualisés ». Selon plusieurs professeurs et journalistes consultés par le média, les chiffres de l'Observatoire seraient en contradiction avec « tous les autres chiffres », et celui-ci ne serait pas fiable. La même source pointe du doigt que l'OID n'est ni un institut public (contrairement à l'observatoire des statistiques de l'immigration et de l'intégration), ni un institut de recherche, et la composition de son « équipe scientifique » ne comporte qu'un seul chercheur, Gérard-François Dumont.
Didier Leschi, directeur de l'Ofii, estime que l'utilisation des chiffres n'est « jamais exempte d'idéologie », et il affirme que l'Observatoire va à l'encontre de la pensée dominante qui « a tendance à moins mettre en avant certaines données plutôt que d'autres ».
En septembre 2024, le journal le Monde, présente Nicolas Pouvreau-Monti comme « proche de l’eurodéputée zemmouriste Sarah Knafo, comme révélé dans le livre-enquête L’Extrême Droite, nouvelle génération ». Dans un droit de réponse, celui-ci explique que ce lien avait été établi dans le livre sur la seule participation commune à une association étudiante en 2015 à Sciences Po.
Selon Politis, Nicolas Pouvreau-Monti affirme que la France serait le pays accueillant le plus en Europe, tandis que « toute la littérature scientifique montre le contraire ».